# Mañana en el Abasto
Mañana en el Abasto é uma música de rock argentina composta por Luca Prodan em 1987. A música está presente no álbum After Chabón, da banda Sumo. 
Em 2005, foi eleita a música mais admirada do rock argentino, em uma votação realizada pelo site rock.com.ar, que levou em consideração 60 votos, de jornalistas e músicos argentinos.

## Análise da Canção
Na letra da música, o compositor (Luca Prodan) descreve sua visão particular e emotiva de um bairro típico da Capital Buenos Aires, Abasto, que é famoso por ter sido o bairro em que Carlos Gardel viveu sua vida toda.
Sobre a melodia em si, ela é caracterizada por ser mono-acórdica, isto é, foi composta apenas com uma única nota musical, Mi.

## Videoclipe
O videoclipe original da canção foi filmado na mítica boate "Cemento", no ano de 1987. O local foi exclusivamente preparado para a gravação, que foi feita sem público.

## Prêmios e Honrarias
- Em 2002, a revista Rolling Stone Argentina, juntamente com o canal a cabo MTV, rankearam esta canção na 64ª posição dos 100 maiores hits do rock argentino pela Rolling Stone e MTV[4][5]

- Em 2005, foi eleita a canção mais admirada do rock argentino[2]